# クレイ数学研究所
クレイ数学研究所（クレイすうがくけんきゅうじょ、英語: Clay Mathematics Institute、略称 CMI）は、アメリカ合衆国マサチューセッツ州ケンブリッジに建設された私的・非営利な施設であり、数学の発展とそれを広めることを目的としている。この研究所は、有望な数学者たちへ様々な賞や賞金を与えている。CMI は、1998年、ハーバード大学の数学者アーサー・ジェイフと、建設の際に投資を行った実業家ランドン・T・クレイによって建設された。

## ミレニアム懸賞問題
この研究所は、2000年5月24日に発表したミレニアム懸賞問題でよく知られている。合計7つのこの問題は、「古典的ではあるものの、長い間証明されていない重要な問題」として、CMI がまとめたものである。この問題のどれかを最初に証明した人には、CMI から賞金100万ドルが支払われることになっている。懸賞問題を発表する際、CMI は「ヒルベルトの23の問題」を引き合いに出したが、これは1900年に提案され、20世紀の数学に深い衝撃を与えたものである。